# Babe - Cel mai curajos porc din lume
 Babe - Cel mai curajos porc din lume  (titlu original: Babe) este o coproducție americană și australiană din 1995, regizată de Chris Noonan. Rolurile principale au fost interpretate de actorii James Cromwell, Christine Cavanaugh și Magda Szubanski.  Este o adaptare a romanului din 1983 scris de Dick King-Smith, The Sheep-Pig, cunoscut și ca Babe: The Gallant Pig în Statele Unite și care prezintă povestea unui porc domestic care vrea să devină un câine ciobănesc. Personajele principale reprezentând animale: porci, oi, Border Collie, păsăret din ogradă, sunt reali sau creați pe calculator (animatronică).

## Distribuție
- James Cromwell - Arthur Hoggett
- Magda Szubanski - Esme Cordelia Hoggett
- Brittany Byrnes - The Hoggetts' granddaughter
- Wade Hayward - The Hoggetts' grandson
- Paul Goddard - the Hoggetts' son-in-law
- Zoe Burton - the Hoggetts' daughter

Actori de voce
- Roscoe Lee Browne - Narator
- Christine Cavanaugh - Babe
- Miriam Margolyes -  Fly, Arthur's female Border Collie
- Hugo Weaving - Rex, Arthur's lead sheepdog
- Danny Mann - Ferdinand, a white Indian Runner duck
- Miriam Flynn - Maa, an old ewe on Hoggett Farm
- Russi Taylor -  Duchess, the Hoggetts' cat
- Michael Edward-Stevens - The Horse
- Charles Bartlett - The Cow
- Evelyn Krape - Old Ewe
- Paul Livingston - Rooster
- John Erwin - TV Commentator

## Dublajul în limba română
Babe - Cel mai curajos porc din lume este primul lungmetraj pentru copii care a fost dublat in limbă română în 1995. Înregistrările de voce s-au făcut la Londra.

## Premii și nominalizări
- 68th Academy Awards[4][5]
  - Best Picture pentru Bill Miller, George Miller și Doug Mitchell (câștigat de Braveheart)
  - Best Director pentru Chris Noonan (câștigat de Mel Gibson pentru Braveheart)
  - Best Adapted Screenplay pentru  George Miller și Chris Noonan (câștigat de Sense and Sensibility)
  - Best Actor in a Supporting Role pentru James Cromwell (câștigat de Kevin Spacey pentru The Usual Suspects)
  - Best Art Direction pentru Roger Ford și Kerrie Brown (câștigat de Restoration)
  - Best Film Editing pentru  Marcus D'Arcy și Jay Friedkin (câștigat de Apollo 13)
  - Best Visual Effects pentru Scott E. Anderson, Charles Gibson, Neal Scanlan și John Cox (Câștigat)

- 53rd Golden Globe Awards[6]
  - Best Motion Picture – Musical or Comedy (Câștigat)

- 23rd Saturn Awards
  - Best Fantasy Film (Câștigat)
  - Best Writing pentru George Miller și Chris Noonan

Liste American Film Institute
- AFI's 100 Years...100 Movies - Nominalizare[7]
- AFI's 100 Years...100 Laughs - Nominalizare[8]
- AFI's 100 Years...100 Heroes and Villains:
  - Babe - Erou Nominalizat[9]
- AFI's 100 Years...100 Movie Quotes:
  - "That'll do, pig. That'll do." - Nominalizare[10]
- AFI's 100 Years...100 Cheers - #80[11]
- AFI's 100 Years...100 Movies (10th Anniversary Edition) - Nominalizare[12]
- AFI's 10 Top 10 - Nominalizare Film Fantastic[13]